# Eugène Manet

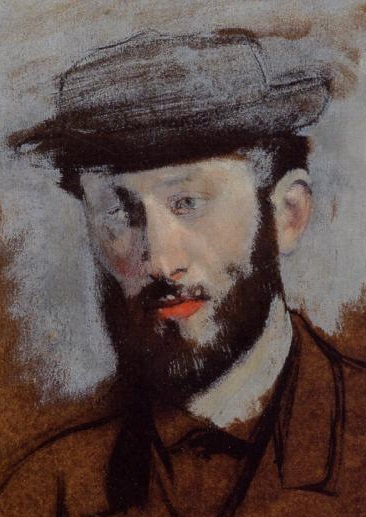
Edgar Degas: Eugène Manet, Ölskizze (Detail), um 1875

Eugène Manet (* 21. November 1833 in Paris; † 13. April 1892 in Paris) war ein Bruder des Malers Édouard Manet und der Ehemann der Malerin Berthe Morisot. Er stand verschiedenen Künstlern des Impressionismus Modell.

## Leben
Die Familie Manet stammte ursprünglich aus Gennevilliers bei Paris und verfügte dort über ererbten Grundbesitz. Eugène Manets Großvater Clement Manet war Bürgermeister der Gemeinde. Der Vater Auguste Manet wurde Richter in Paris und leitete die Personalabteilung im Justizministerium. Die Mutter Eugénie-Désirée Manet war Tochter des französischen Diplomaten Joseph Fournier, der als Konsul in Göteborg tätig war. Aus dieser Ehe stammten die drei Söhne Édouard (* 1832), Eugène (* 1833) und Gustave Manet (* 1835).
Eugène Manet absolvierte nach der schulischen Ausbildung seinen Militärdienst und begann im Anschluss ein Jurastudium. Anders als sein Vater verfolgte er jedoch keine beruflichen Ambitionen. Durch sein ererbtes Vermögen war er nicht auf die Ausübung eines Berufes angewiesen. Er hatte verschiedene musische Interessen. So erhielt er ab 1849 Klavierunterricht bei Suzanne Leenhoff, die 1863 seinen Bruder Édouard heiraten sollte. Eugène Manet versuchte sich als Maler und reiste mit seinem Bruder Édouard 1853 nach Italien, um in Florenz und Venedig Kunstwerke im Original zu studieren. Während Édouard Manet ein bekannter Maler wurde, fanden die Arbeiten von Eugène Manet kaum Beachtung und nur wenige seiner Pastellbilder sind erhalten. 
In den 1860er Jahren stand Eugène Manet seinem Bruder wiederholt Modell. So erscheint er neben seiner Mutter im Gruppenbild Musik im Tuileriengarten, war Vorbild für eine der beiden männlichen Figuren im Gemälde Das Frühstück im Grünen und ließ sich in Ein Philosoph als Bettler porträtieren. 1873 schuf Édouard Manet das Doppelporträt Am Strand, das seine Frau Suzanne zusammen mit Eugène am Strand von Berck an der Küste der Normandie zeigt. Während dieses Familienaufenthaltes am Meer traf sich Eugène Manet im nahe gelegenem Fécamp mit seiner zukünftigen Ehefrau, der Malerin Berthe Morisot, und malte gemeinsam mit ihr.
Es ist nicht genau bekannt, wann sich Eugène Manet und Berthe Morisot kennenlernten. Sein Bruder Édouard hatte Morisot 1868 beim Kopieren im Louvre getroffen und pflegte seit dieser Zeit eine enge Künstlerfreundschaft mit ihr. Sie stand ihm für eine Reihe von Bildern Modell und bat wiederholt um seinen Rat als Maler. Möglicherweise kannten sich auch Eugène Manet und Berthe Morisot seit Ende der 1860er Jahre. Die Beziehung zwischen ihnen entwickelte sich in den 1870er Jahren. Eugène Manet war 1874 an der Organisation der ersten Gruppenausstellung der Impressionisten beteiligt und kümmerte sich insbesondere um die Aufhängung der Werke und den Katalog. Berthe Morisot zeigte in dieser Ausstellung ihre Bilder, während Édouard Manet nicht daran teilnahm. 
Eugène Manet und Berthe Morisot heirateten am 22. Dezember 1874 in der Kirche Notre Dame de Grâce de Passy. In der Hochzeitsurkunde ist als Beruf von Eugène Manet „Landbesitzer“ verzeichnet. Seine Frau trug den Namen Manet nicht öffentlich und nannte sich als Künstlerin weiterhin Berthe Morisot. Edgar Degas überreichte als Hochzeitsgeschenk ein Porträt von Eugène Manet. Es zeigt ihn in der Landschaft der Normandie, wo sich das Paar im Sommer des Vorjahres verlobt hatte. 1875 schuf Degas ein weiteres Porträt von Eugène Manet, das jedoch nur als Skizze ausgeführt wurde.
Eugène Manet und seine Frau lebten nach der Hochzeit zunächst bei der Schwiegermutter in der Rue Guichard Nr. 7 in Passy. Nach deren Tod zog das Paar 1876 in die Avenue d’Eylau (heute Avenue Victor-Hugo) Nr. 9. Beide unternahmen 1875 eine Reise nach England. Berthe Morisot malte auf der Isle of Wight eine Reihe von Bildern, darunter das Gemälde Eugène Manet auf der Isle of Wight – eines der ersten Porträts von ihrem Mann. Sie hielten sich zudem in London auf und besuchten dort die National Gallery. Im Gegensatz zu seinem Zeitgenossen Felix Bracquemond unterstützte Eugène Manet die künstlerische Arbeit seiner Frau. Als der Kunstkritiker Albert Wolff 1876 in der Zeitung Le Figaro Kritik über das Werk von Berthe Morisot äußerte, spielte Eugène Manet mit dem Gedanken, den Autor zum Duell aufzufordern. Seine eigene künstlerische Entwicklung verfolgte er hingegen kaum. So lehnte er 1877 eine Einladung von Edgar Degas zur Teilnahme an der dritten Gruppenausstellung der Impressionisten ab.
Am 14. November 1878 kam die Tochter Julie Manet als einziges Kind des Paares zur Welt. In Berthe Morsiots Gemälden Eugène Manet und seine Tochter in Bougival von 1881 oder Eugène Manet und seine Tochter im Garten von 1883 zeigt sie ihren Mann als liebevollen Vater mit der Tochter beim Spiel. Julie Manet schrieb in ihrer Jugend Tagebuch, das ihre Kinder später veröffentlichten. Hierdurch sind viele Details aus dem Pariser Künstlerumfeld ihrer Eltern bekannt geworden. Eugène Manet und seine Frau ließen ab 1881 ein Haus in der Pariser Rue de Villejust (heute Rue Paul-Valéry) errichten, dessen Mieteinnahmen zum Unterhalt der Familie beitrugen und in dem sie später selbst eine Wohnung bezogen. Im Sommer 1881 mietete das Paar ein Landhaus in der Rue de la Princess Nr. 4 in Bougival. 1882 reiste die Familie nach Italien, wo sie Genua, Pisa und Florenz besuchten; die Rückreise führte sie über Nizza. Auch in den Folgejahren unternahm das Paar mehrere Reisen, an die französische Mittelmeerküste, nach Jersey, Belgien und in die Niederlande.
Eugène Manet war auch an der Vorbereitung der Gruppenausstellung der Impressionisten im Jahr 1882 beteiligt. 1883 starb sein Bruder Édouard, 1884 sein Bruder Gustave. Zusammen mit seiner Frau und weiteren Personen organisierte Eugène Manet die Gedächtnisausstellung für Édouard Manet 1884 in der Pariser École des Beaux-Arts.
Das Paar Manet-Morisot zählte neben Édouard Manet und Edgar Degas weitere Künstler wie Claude Monet, Gustave Caillebotte, Pierre-Auguste Renoir, Pierre Puvis de Chavannes und James McNeill Whistler zu seinem Freundeskreis. Zudem verkehrten sie in literarischen Kreisen und waren mit Schriftstellern wie Stéphane Mallarmé, Théodore Duret, Henri de Régnier, Teodor de Wyzewa und Édouard Dujardin befreundet. Eugène Manet veröffentlichte 1889 die halbbiografische Novelle Victimes!
Ab 1891 litt Eugène Manet unter gesundheitlichen Problemen. Die Familie, die zuvor Sommerferien in einem Landhaus in Mézy-sur-Seine verbracht hatte, erwarb 1891 im nahe gelegenen Juziers das Schloss Le Mesnil-Saint-Laurent. Am 13. April 1892 starb Eugène Manet im Alter von 59 Jahren in Paris. Er ist auf dem Cimetière de Passy im Grab seines Bruders Édouard bestattet. In diesem Gemeinschaftsgrab fanden später auch seine Frau Berthe Morisot und seine Schwägerin Suzanne Manet ihre letzte Ruhe.

## Galerie
Eugène Manet ist auf zahlreichen Bildern dargestellt, darunter Gemälde von Édouard Manet, Edgar Degas und Berthe Morisot:

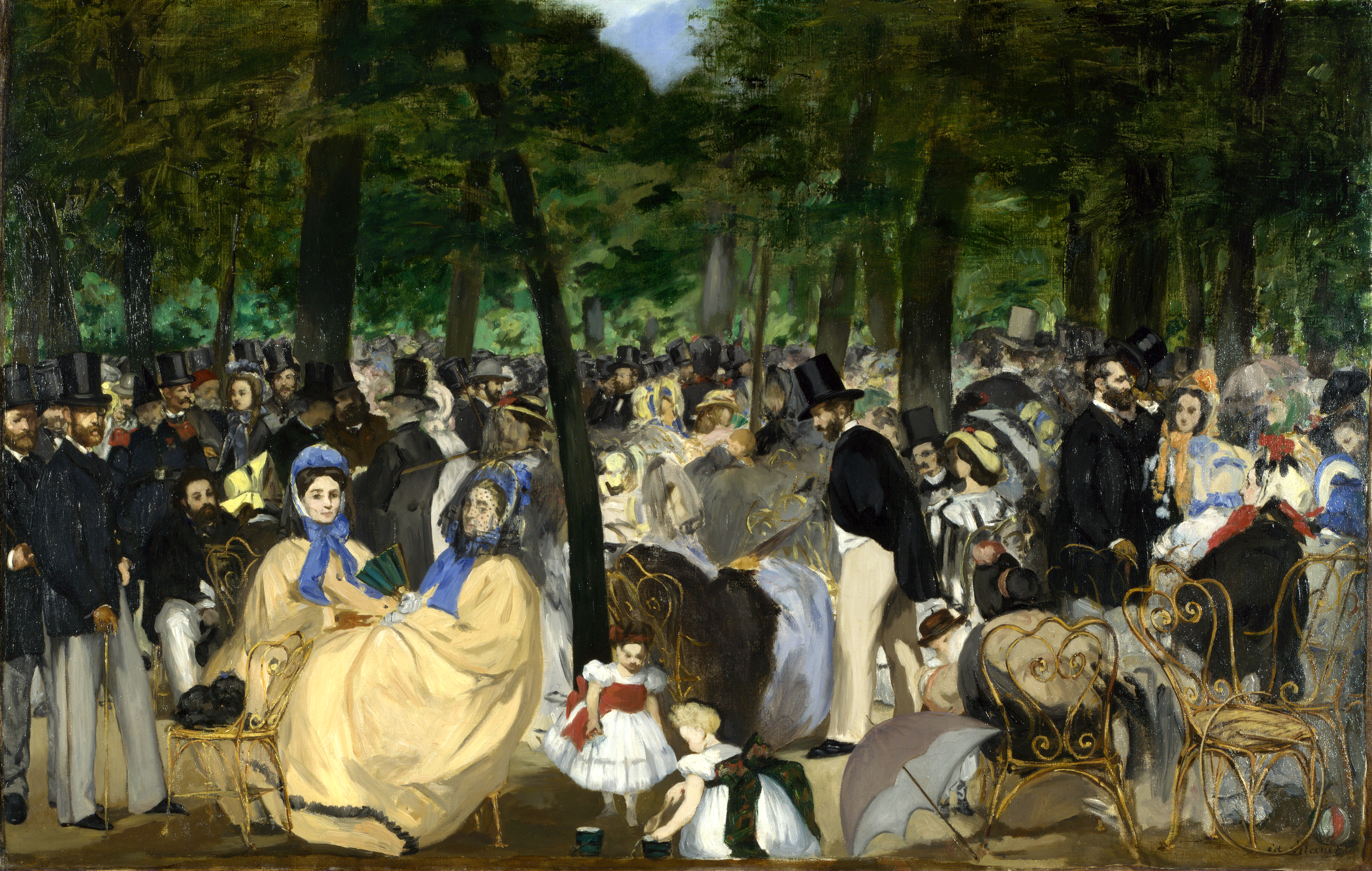
Édouard Manet: Musik im Tuileriengarten
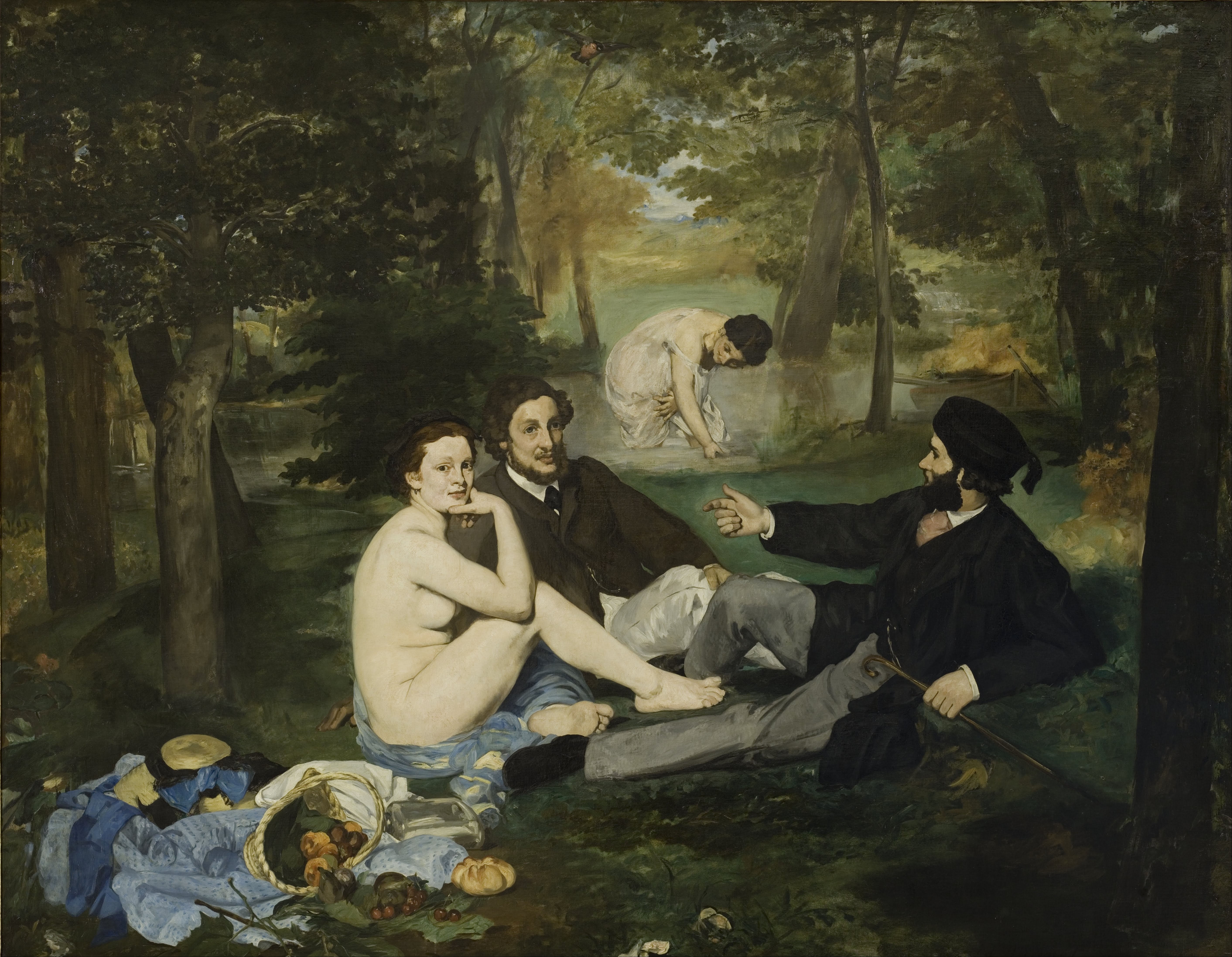
Édouard Manet: Das Frühstück im Grünen
Édouard Manet: Ein Philosoph
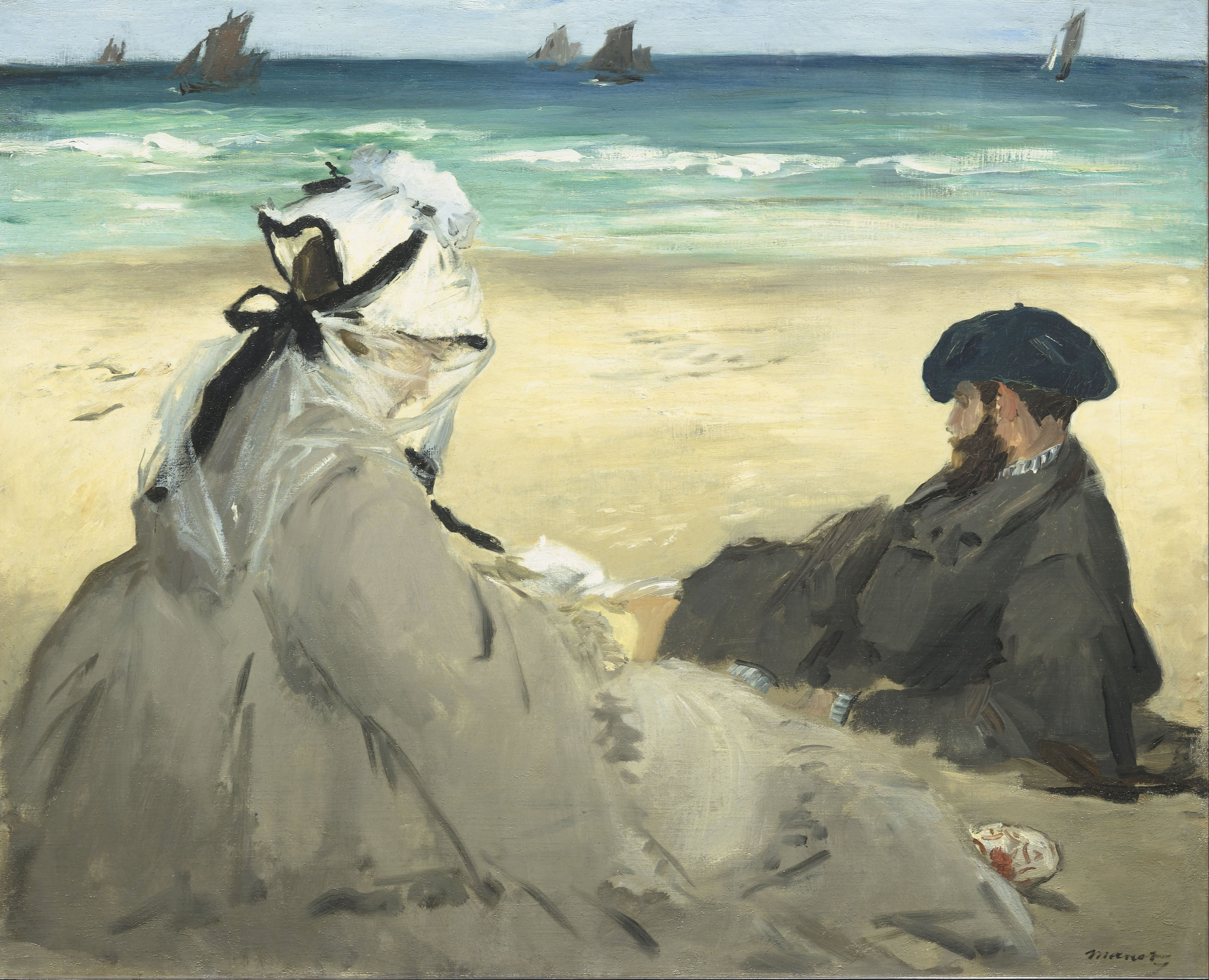
Édouard Manet: Am Strand
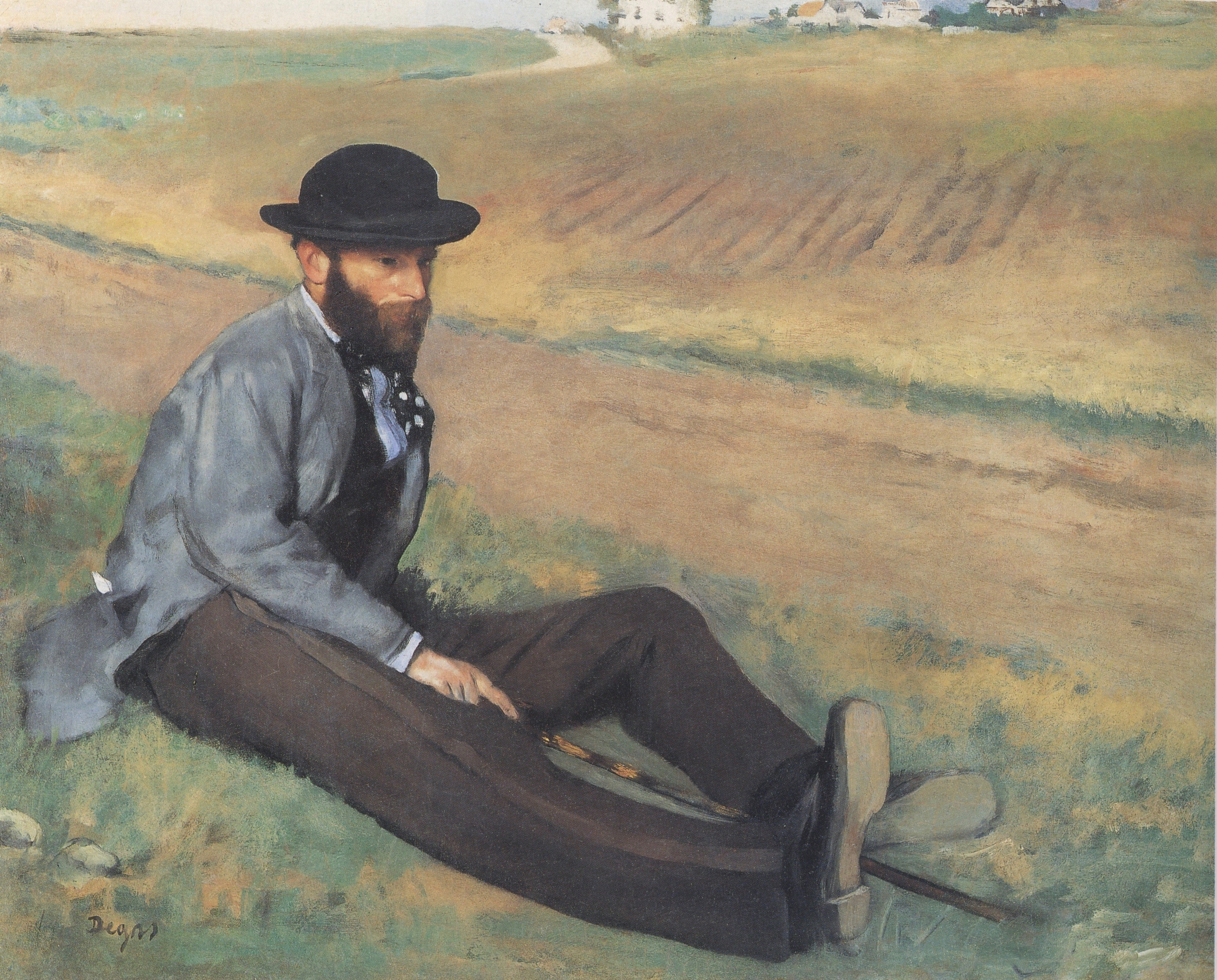
Edgar Degas:  Porträt des Eugène Manet
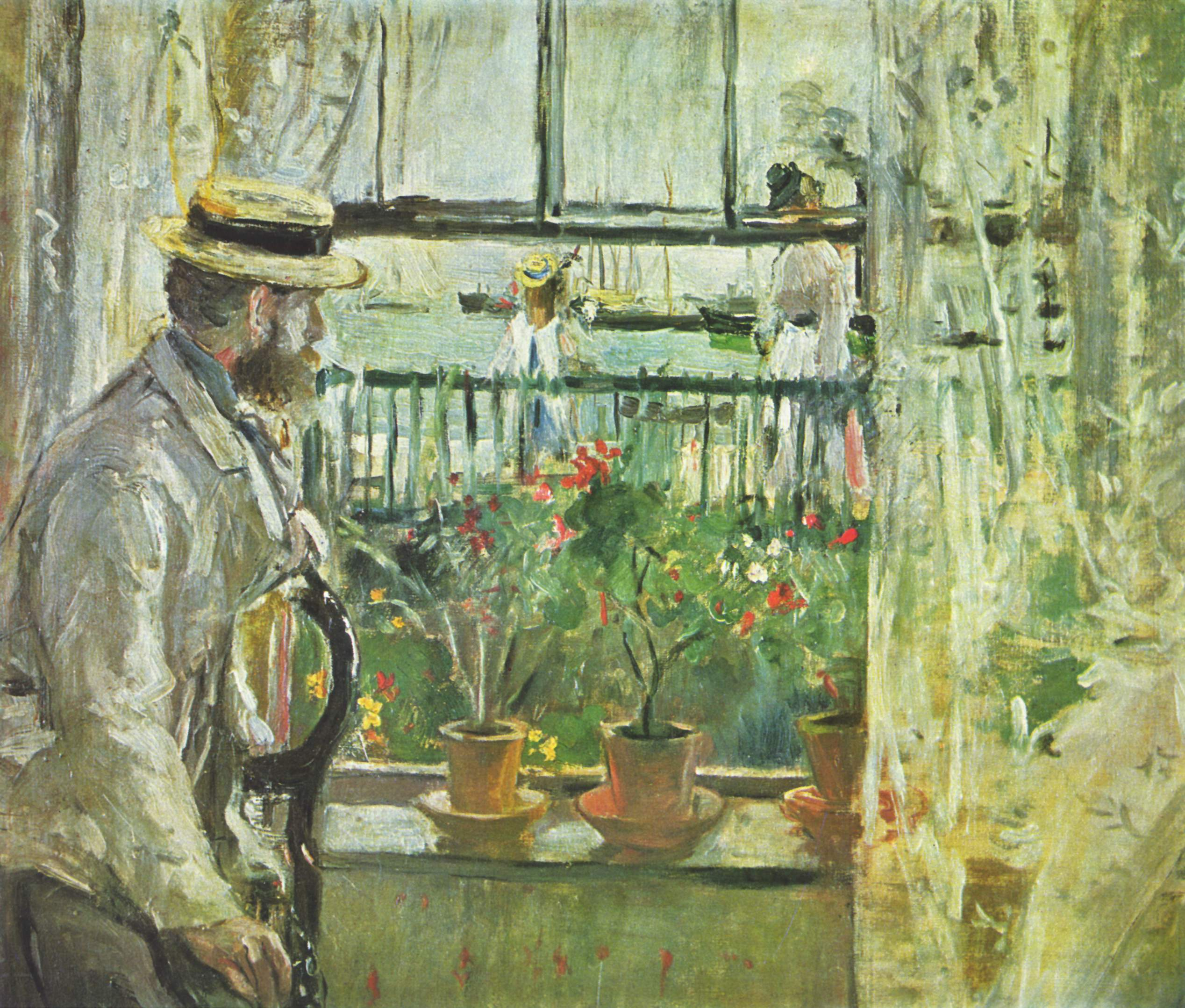
Berthe Morisot: Eugène Manet auf der Isle of Wight
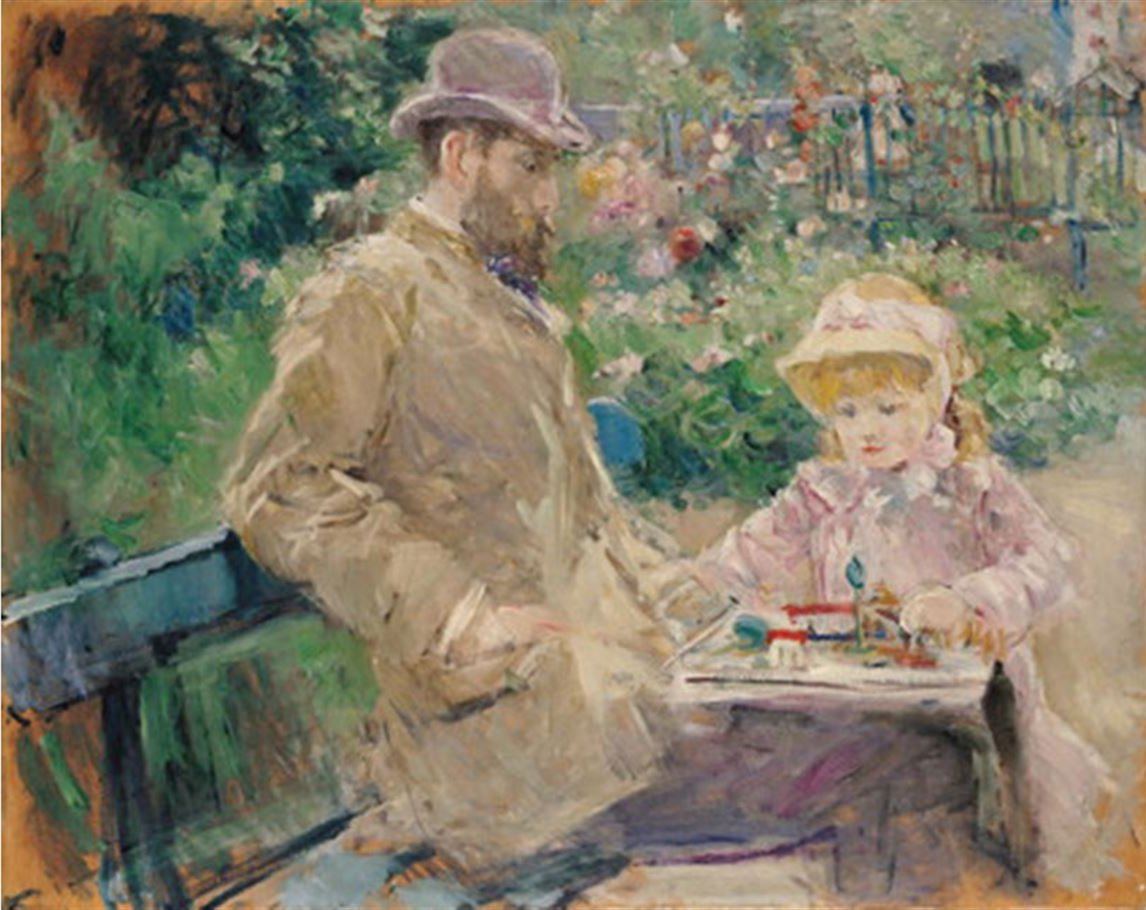
Berthe Morisot: Eugène Manet und seine Tochter in Bougival
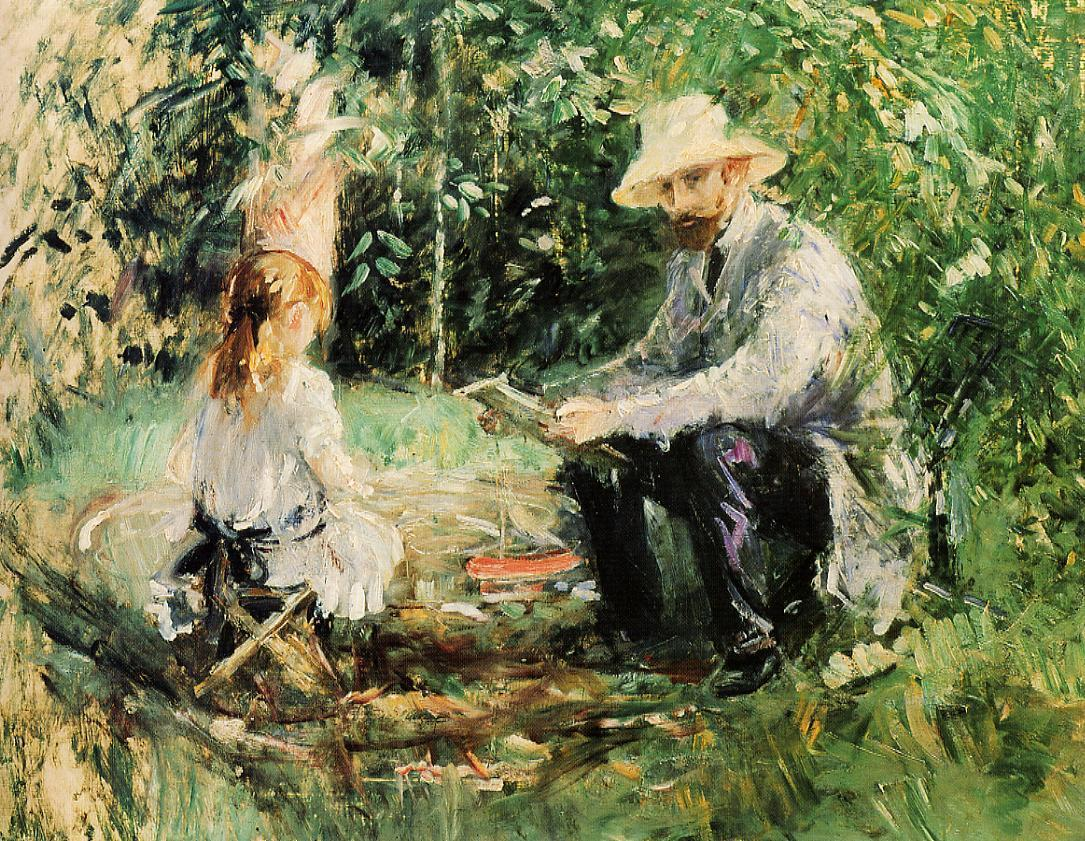
Eugène Manet und seine Tochter im Garten

## Veröffentlichungen
- Victimes! A. Staub, Clamecy 1889.